# East Meon
East Meon est un village et une paroisse civile du Hampshire, en Angleterre. Il est situé dans l'est du comté, à une trentaine de kilomètres au nord de la ville de Portsmouth, non loin de la source du fleuve Meon. Administrativement, il relève du district de East Hampshire. Au recensement de 2011, il comptait 1 257 habitants.

## Étymologie
Le village tire son nom du fleuve Meon, tout comme le village voisin de West Meon. Le nom Meon est d'origine celtique ou pré-celtique, mais son étymologie est obscure.